# 清泉橋
清泉橋，是臺灣臺中市和平區境內一座公路橋樑，位於台7甲線65公里處，鋼材由法國艾菲爾公司設計、委由西德建造（原為法屬印度支那單線鐵路鋼材），於1954年4月3日完工，橋名是紀念在徐蚌會戰陣亡的邱清泉上將，此處剛好是南湖溪與合歡溪的匯流處，也是七三Ｏ林道的入口，中央山脈北二段Ｏ型縱走的起點與終點2022年4月27日被臺中市文化資產處登錄為臺中市歷史建築。

## 鄰近景點
- 七家灣溪
- 武陵農場
- 梨山
- 思源埡口

## 注解
1. ↑  法國艾菲爾「鐵牌橋銘誌」 見證中橫開拓史，2018/03/21，自由時報
2. ↑  中央山脈北二段位在北一段、北三段之間，是1971年舉辦縱走活動，因路線冗長且天數甚多，故將中央山脈做分段，分段處設補給地點。
3. ↑  Ｏ型縱走是行經閂山、鈴鳴山、無明山、甘薯峰，其路線近似Ｏ型，出入口也在同一處。